# St John's Wood
St John's Wood is een wijk in het Londense bestuurlijke gebied City of Westminster, in de regio Groot-Londen. In deze wijk ligt het Lord's Cricket Ground. De vaste bespeler Marylebone Cricket Club (MCC) is verantwoordelijk voor het handhaven van de cricketregels.
De Abbey Road Studios ligt in deze wijk. Paul McCartney woont in deze wijk.

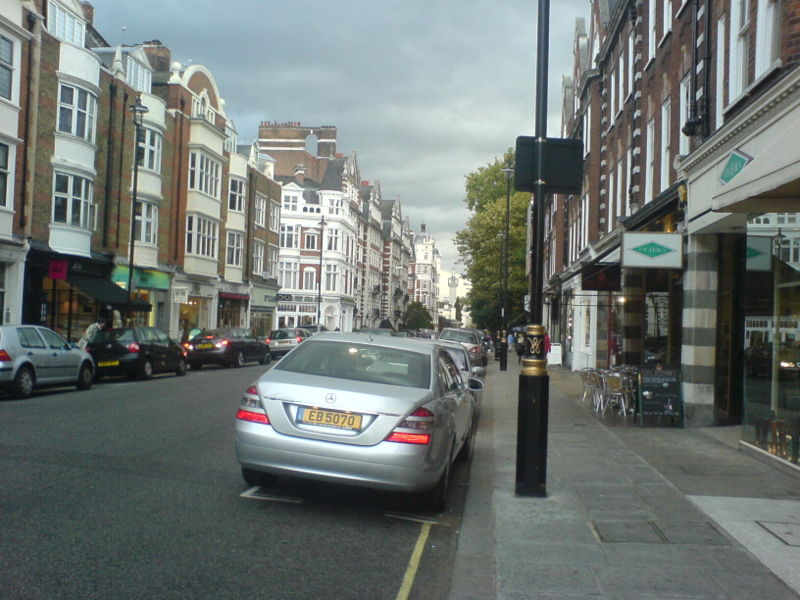
High Street
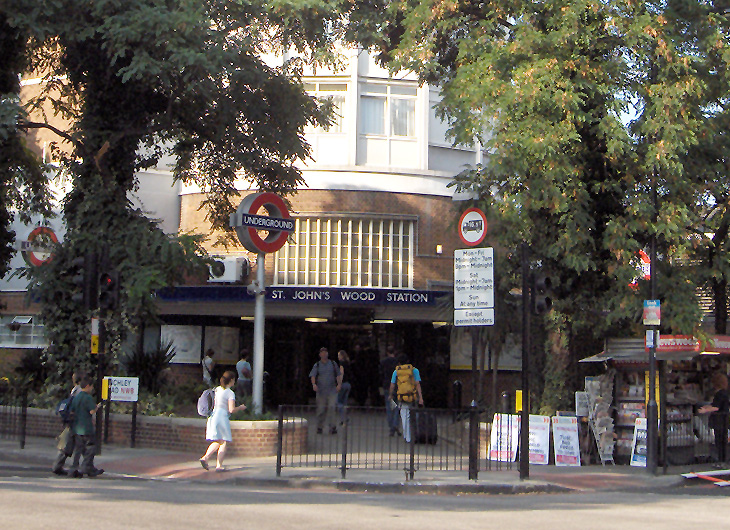
St John's Wood
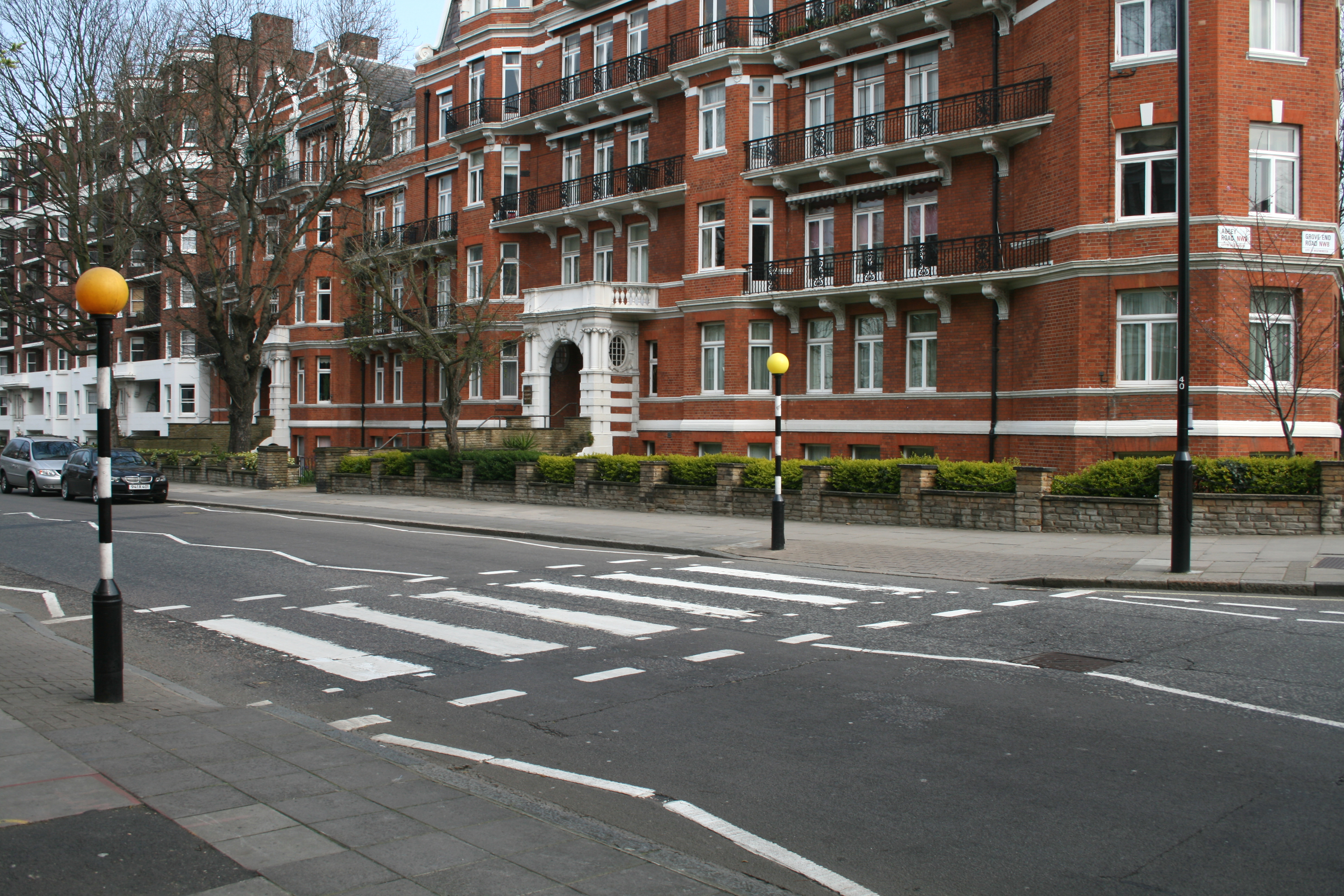
Abbey Road Zebra
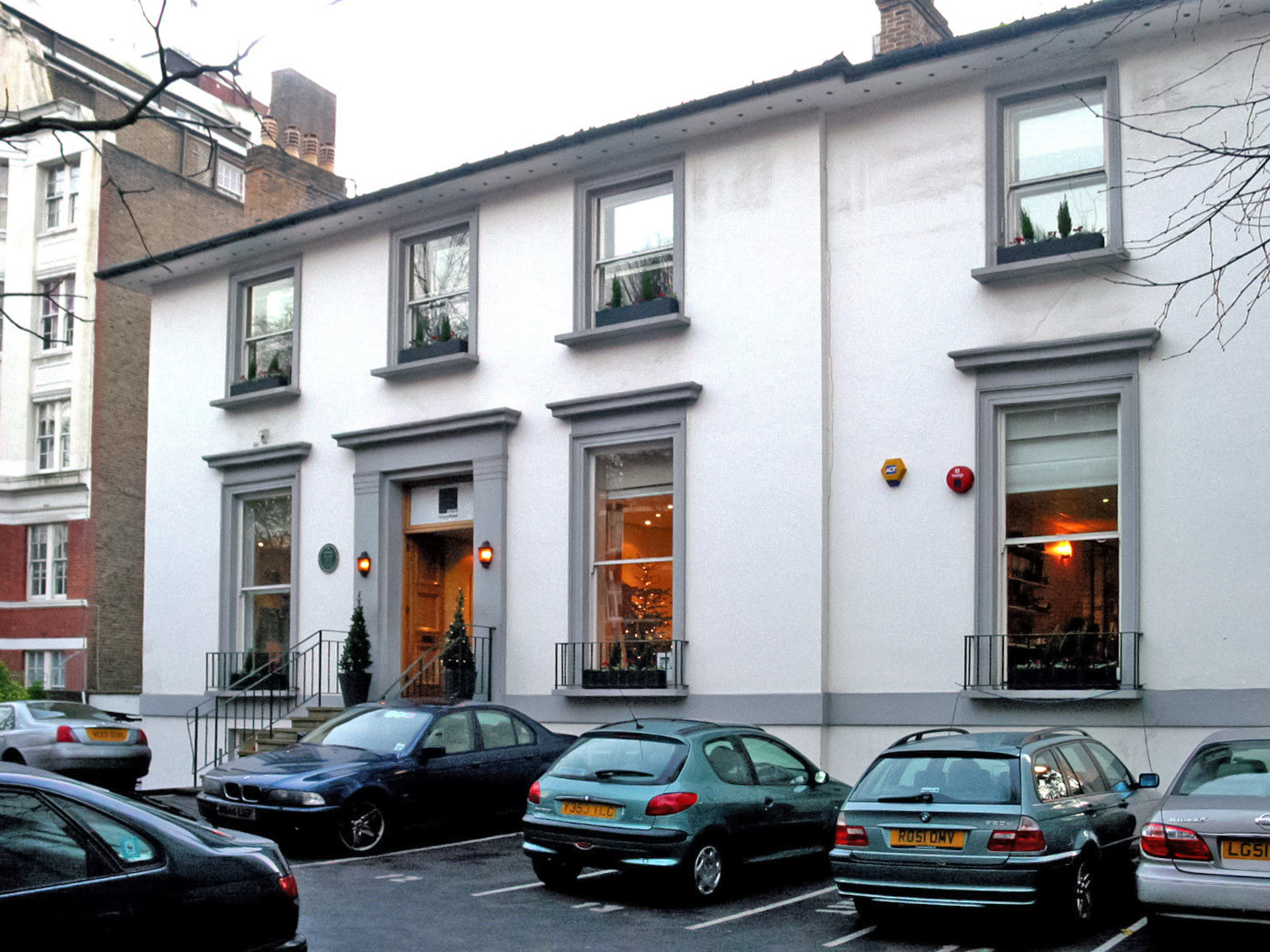
Abbey Road Studios
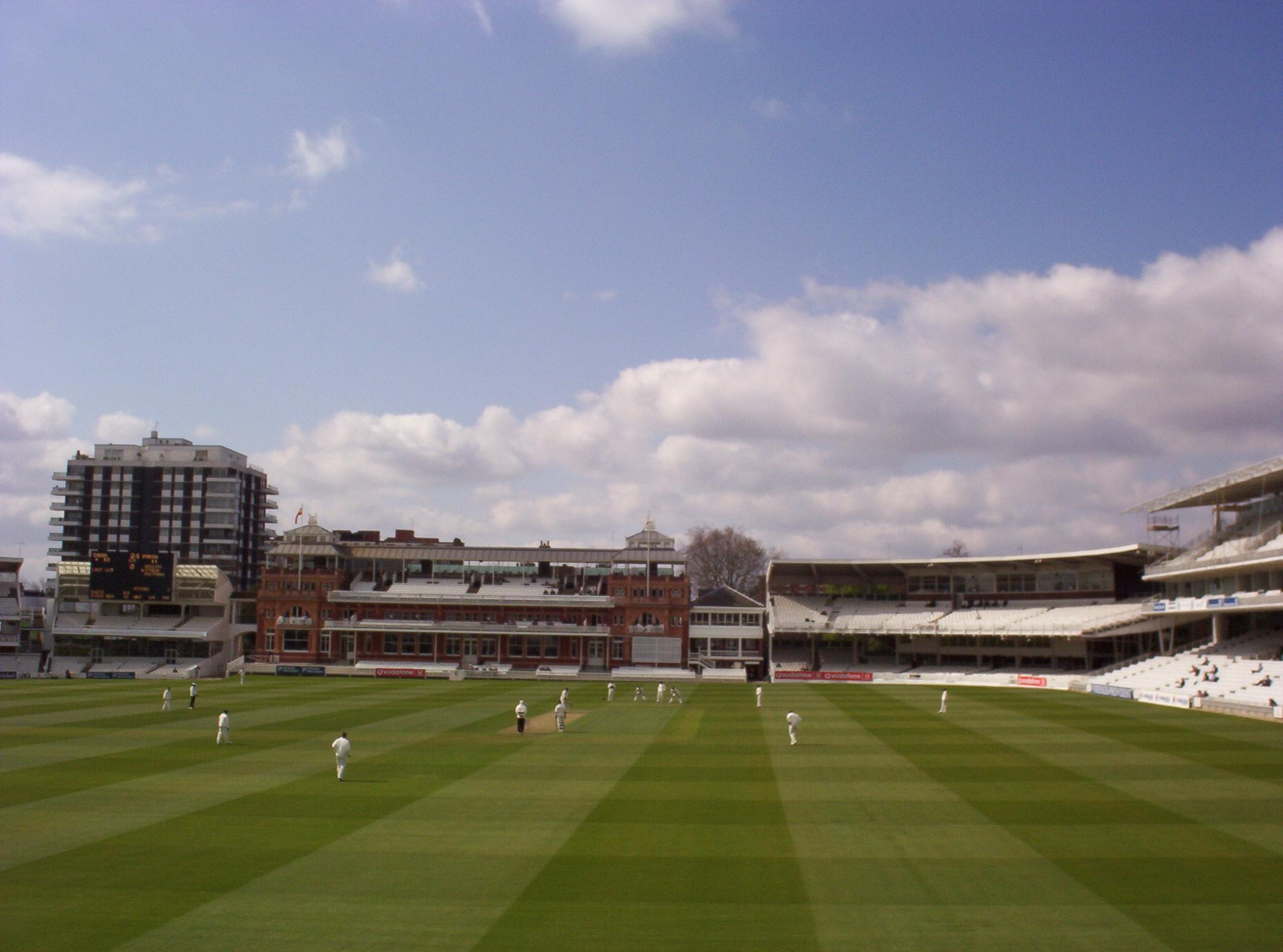
Lord's Cricket Ground

## Geboren
- H.B. Warner (1875-1958), acteur